# Черепанин Мирон Васильович
Миро́н Черепа́нин — доктор мистецтвознавства, професор кафедри музичної україністики та народно-інструментального мистецтва Навчально-наукового Інституту мистецтв Прикарпатського національного університету імені Василя Стефаника. Заслужений артист України (2007).

## Біографія
Народився Мирон Черепанин на Миколаївщині.  Закінчив музичний факультет Івано-Франківського педагогічного інституту ім. В. Стефаника (1974—1978). Навчався в аспірантурі Науково-дослідного інституту художнього виховання Академії педагогічних наук СРСР (1983—1986). 1986 року захистив дисертацію і здобув науковий ступінь кандидата педагогічних наук.
З 1987 до 2016 рік працював завідувачем кафедри музикознавства та методики музичного виховання. 1990 року отримав вчене звання доцента. 1994 р. вступив на докторантуру Національної музичної академії України імені П. І. Чайковського. 1998 року захистив докторську дисертацію на тему «Музична культура Галичини другої половини ХІХ — першої половини ХХ століття».
У 1991 році започаткував створення інструментальних ансамблів, першим з яких стало сімейне тріо „Музиченьки”. А у 2000 році було створено дует акордеоністів «Концертіно» за участю Мирона Черепанина і Марини Булди. 

## Вибрані праці
- Музичне і театральне життя Станиславова (друга половина ХІХ – перша половина ХХ ст.):

- Музичне життя західних областей України в роки німецької окупації (1941–1944).
- Стильові принципи естрадно-джазової музики Віктора Власова.
- Вектори композиторського стилю та виконавської школи Віктора Власова (з нагоди 85-ї річниці народження композитора).
- Черепанин М. Звукозаписи композицій Василя Барвінського в архівних фондах Українського Вільного Університету (Мюнхен, Німеччина).
- Черепанин М., Зваричук Ж. Постать Нестора Нижанківського в культурологічно-публіцистичному контенті часопису «Львівські вісті».

- Черепанин М. Жанрово-стильова модель композиторської творчості Віктора Власова. [4]

## Особисте життя
Одружений. Син — Василь Черепанин.